# Ian Svenonius
Ian Svenonius est un musicien américain, connu pour sa participation en tant que chanteur à divers groupes de musique originaires de Washington, parmi lesquels Nation of Ulysses, The Make-Up, Weird War, et Chain and The Gang. Parmi ses nombreux projets, il a produit plus de quinze albums studio et plus de vingt maximum, singles et autres. Il est également écrivain et animateur de radio.